# Thai Port Football Club
El Thai Port Football Club (tailandès การท่าเรือไทย เอฟ.ซี) és un club tailandès de futbol de la ciutat de Bangkok.

## Història
El club fou conegut anteriorment amb el nom de Port Authority of Thailand FC (tailandès สโมสรฟุตบอลการท่าเรือไทย). El nou nom l'adoptà el 2009. El Thai Port FC es traslladà a l'Estadi PAT el 2009.

## Palmarès
- Kor Royal Cup (ถ้วย ก.) : 
  - 1968, 1972, 1974, 1976, 1978, 1979, 1985, 1990
- Queen's Cup de Tailàndia:
  - 1977, 1978, 1979, 1980, 1987, 1993
- Bordoloi Trophy: 
  - 1979, 1993, 2007